# Corridor géographique
Un corridor (bande, doigt, ou excroissance, parfois remplacé par l'anglicisme panhandle ou son calque manche de poêle) est, en géographie, une extension longue et étroite de la frontière ou de la limite d'une division administrative, géographique, biologique, dont la forme est similaire à la poignée d'une poêle.
Un corridor peut être assimilé à une péninsule, laquelle est entourée par de l'eau de presque tous les côtés. Il peut correspondre à des nécessités géographiques (vallées en zone de montagne), politiques (nécessité de séparer ou relier deux États, comme le corridor du Wakhan), électorales (comme la ville de Bruxelles), historiques (comme la Meurthe-et-Moselle créée après la guerre franco-allemande de 1870), etc. Il peut s'agir aussi d'accéder à une ressource dont un État ou une région ne disposerait pas sur sa partie principale (typiquement, la mer). Les corridors sont assez fréquents dans le contexte colonial.
Un corridor biologique est un milieu reliant entre eux plusieurs habitats. Il n'est pas seulement terrestre puisqu'on peut trouver des corridors maritimes ou fluviaux.
Le réchauffement planétaire en cours a récemment suscité la notion de corridor climatique.

## Exemples

### Niveau national

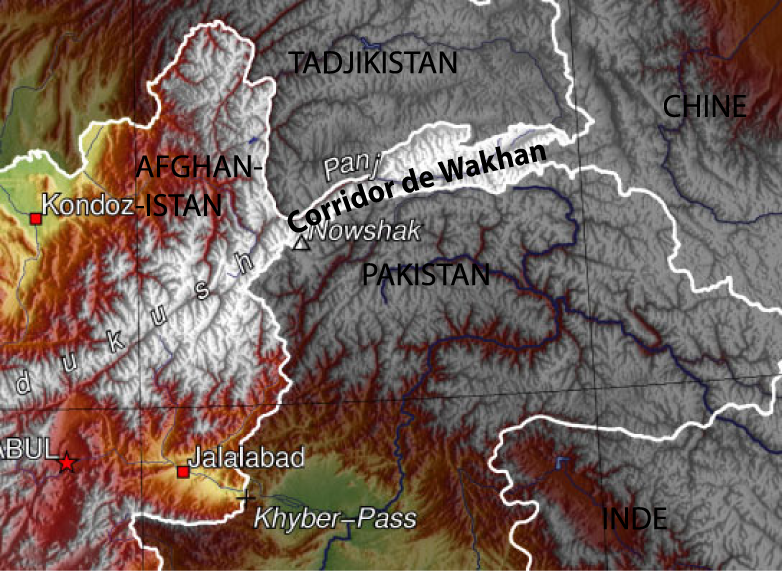
Le corridor du Wakhan, à l'est de l'Afghanistan.

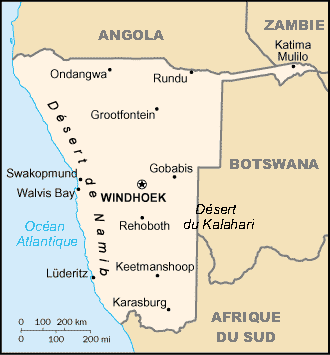
La bande de Caprivi, au nord-est de la Namibie, est un exemple de panhandle.

Quelques exemples de corridors au niveau des frontières nationales :
- Afghanistan : corridor du Wakhan, dans l'Est de la province de Badakhchan.
- Argentine : province de Misiones.
- Autriche : le Vorarlberg ainsi qu'une partie du Tyrol
- Bénin : l'extrémité occidentale de la municipalité de Grand-Popo dans le département de Mono.
- Birmanie : région de Tanintharyi.
- Cameroun : région de l'Extrême-Nord.
- Colombie : Sud-Est du département d'Amazonas (où se trouve la capitale du département, Leticia) et de celui de Guainía.
- États-Unis : Alaska du Sud-Est, la pointe sud-est de l'Alaska.
- Finlande : Enontekiö.
- France : Pointe de Givet, au nord de Fumay, dans le département des Ardennes.
- Ghana : l'extrémité occidentale du district de Jomoro dans la région Occidentale.
- Guatemala : le département du Petén.
- Inde : Sikkim (entre le Bhoutan et le Népal). Les États de l'Est (Arunachal Pradesh, Assam, Manipur, Meghalaya, Mizoram, Nagaland et Tripura) sont également détachés du reste du pays, mais juste par un corridor dans le Bengale-Occidental séparant le Bangladesh du Bhoutan. Il ne s'agit pas d'un panhandle à proprement parler.
- Israël : le « Doigt de Galilée », dans le Nord du pays.
- Italie : province de Trieste.
- Kirghizistan : la province de Batken.
- Lituanie : dans le Sud de l'Apskritis de Vilnius, dans la Municipalité du district de Šalčininkai
- Mali : Gogui.
- Namibie : la bande de Caprivi.
- Pays-Bas : Sud de la province de Limbourg, contenant Maastricht.
- Pologne : Ouest de la voïvodie de Basse-Silésie (autour de la ville de Bogatynia), et l'ancien corridor de Dantzig.
- République démocratique du Congo : Sud de la province du Katanga (Botte du Katanga), région du Kongo central.
- République tchèque : Ouest de la région de Karlovy Vary (autour de la ville d'Aš).
- Sahara Occidental : Côte de Lagouira, à l'extrêmité Sud du territoire.
- Sénégal : Casamance, séparée du reste du pays par la Gambie.
- Suisse : les communes de Riehen et de Bettingen, dans le canton de Bâle-Ville, entourées de l'Allemagne ; canton de Genève.
- Togo : extrémité nord-ouest de la préfecture de Kpendjal dans la région des Savanes (Togo), à Gouloungoussi.

### Niveau sub-national

#### Belgique

Découpage administratif de la ville de Bruxelles (en rouge) dans la région de Bruxelles-Capitale.

- La ville de Bruxelles, commune de la région de Bruxelles-Capitale, comporte une excroissance au sud du pentagone historique de la ville, reliée au reste de la ville par l'avenue Louise.

#### Birmanie
- Dans le Nord-Est de la Région de Mandalay, celle-ci forme un corridor aux dépens de l'État Shan, où se trouve Mogok, ville riche en pierres précieuses.
- Dans l'Ouest du pays, la vallée de la Myittha constitue un corridor de la Région de Sagaing entre l'État Chin et la Région de Magway.

#### Bolivie

Département de Chuquisaca en Bolivie.

- Le département de Chuquisaca est caractérisé par la présence d'un panhandle entre les départements de Santa Cruz et de Tarija qui lui permet de bénéficier d'une frontière internationale avec le Paraguay.

#### Brésil
- Triângulo Mineiro, Minas Gerais.

#### États-Unis

Les corridors sont nommés panhandles aux États-Unis (en rouge).

Au niveau sub-national, les frontières entre États des États-Unis ont produit les exemples les plus frappants de corridors (panhandles) :
- Caroline du Nord : partie occidentale de l'État, près d'Asheville
- Connecticut : dans le Sud-Est de l'État, le comté de Fairfield forme une excroissance dans l'État de New York. Elle résulte de différends territoriaux de la fin du XVIIe siècle.
- Panhandle de Floride : bande comprenant les seize comtés les plus occidentaux de l'État, coincée entre la Géorgie et l'Alabama au nord et le golfe du Mexique au sud.
- Panhandle de l'Idaho : les dix comtés les plus septentrionaux de l'Idaho, bordés par l' État de Washington à l'ouest, le Montana à l'est et le Canada au nord. Ces comtés ne sont d'ailleurs pas situés dans le même fuseau horaire que le reste de l'État.
- Partie la plus occidentale de l'État du Maryland (en), composée des comtés d'Allegany, Garrett et Washington. La frontière sud avec la Virginie-Occidentale est formée par le Potomac tandis que la frontière nord avec la Pennsylvanie est une ligne droite. Ces deux frontières convergent presque au niveau de Hancock pour ne laisser qu'une largeur de moins de trois kilomètres.
- Panhandle du Nebraska : partie occidentale de l'État du Nebraska.
- Panhandle de l'Oklahoma : formée par les comtés de Beaver, Cimarron et Texas, à l'extrémité occidentale de l'État.
- Panhandle du Texas : au nord-ouest de l'État, un carré composé des vingt-six comtés les plus septentrionaux du Texas.
- Virginie-Occidentale : cet État possède deux excroissances distinctes, l'une dans le Nord et l'autre dans l'Est (en).

#### France

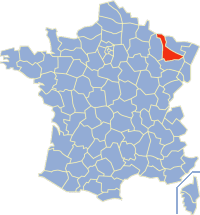
Situation du département de Meurthe-et-Moselle (en rouge) en France.

- Le département de Meurthe-et-Moselle[2] : sa forme est parfois comparée à celle d'une oie[3],[4], l'arrondissement de Briey formant un corridor correspondant alors à son cou.
- Le pays de Bitche forme une importante excroissance du département de la Moselle, reliée à celui-ci par la seule commune de Sarreguemines, entre Alsace et Allemagne.
- Dans le département du Territoire de Belfort, la ville de Beaucourt et plusieurs communes rurales du plateau de Croix au sud-ouest de Delle, forment une excroissance entre le département voisin du Doubs et la frontière suisse. Pour se rendre de Beaucourt à Belfort, le chef-lieu, il est plus court de passer par le Doubs que de rester dans le département.
- Certaines communes, comme Albi, Orléans, Saint-Brice-sur-Vienne, Plaisance-du-Touch ou encore Oloron-Sainte-Marie possèdent ce type d'excroissances, tel le quartier de la Source à Orléans relié au reste de la commune par un corridor de près de deux kilomètres de long et de 115 mètres de large au point le plus étroit.
- Dans le Pas-de-Calais, les communes de Biache-Saint-Vaast, Rœux ou Plouvain forment une excroissance dans les communes voisines.
- Le département du Nord est constitué de deux parties reliées uniquement par deux communes : Armentières et Erquinghem-Lys.
- Le Donezan, portion isolée du département de l'Ariège large au minimum de 8 km, et au reste duquel il est relié par une unique route atteignant 2 001 m d'altitude au col de Pailhères et effectuant même une incursion de 200 m dans le département de l'Aude.

### Niveau local

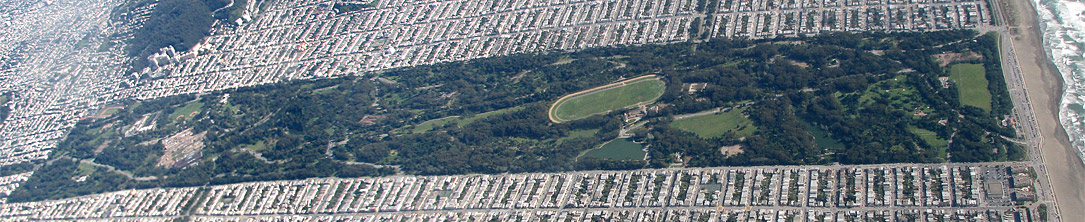
Le Golden Gate Park possède une extension (à gauche sur la photo).

- Le Golden Gate Park de San Francisco, aux États-Unis, possède une extension en panhandle.